# Région économique de Chirvan-Salyan
La région économique de Chirvan-Salyan est l'une des quatorze régions économiques de l'Azerbaïdjan. Elle comprend la ville de Chirvan, ainsi que les raïons de Bilesuvar, Hacıqabul, Neftçala et Salyan.

## Histoire
La région économique a été créée par le décret du président de l'Azerbaïdjan du 7 juillet 2021 « sur la nouvelle division des régions économiques de la république d'Azerbaïdjan ».